# Август Фрідріх Потт
А́вгуст Фрі́дріх Потт (нім. August Friedrich Pott) (14 листопада 1802, Неттельреде — 5 липня 1887, Галле) — німецький мовознавець. 

## Біографія
Навчався в Геттінгенському університеті у 1821–1825 роках. Професор університету в Галле (з 1838). Один з основоположників порівняльно-історичного мовознавства. Основна праця — «Етимологічні дослідження в галузі індогерманських мов» (т. 1—2, 1833–1836), в якій Потт заклав основи наукового зіставлення лексики споріднених мов. Йому належать також праці з загального мовознавства, ономастики, індоєвропейської міфології.